# Wola Zdakowska
Wola Zdakowska – wieś w Polsce, położona w województwie podkarpackim, w powiecie mieleckim, w gminie Gawłuszowice, u ujścia Wisłoki do Wisły.
| SIMC    | Nazwa      | Rodzaj     |
| ------- | ---------- | ---------- |
| 0665685 | Kolonia    | część wsi  |
| 0665679 | Zabagnie   | część wsi  |
| 0665691 | Zawierzbie | przysiółek |
| 0665700 | Zdaków     | przysiółek |
| 0665716 | Zdakówek   | przysiółek |

W latach 1975–1998 wieś administracyjnie należała do województwa rzeszowskiego.
Wola Zdakowska jest wsią wypoczynkową, we wsi znajduje się przystań rzeczna.
Po prawej stronie drogi z Krzemienicy, około 200 m za ruinami tutejszego dworu znajduje się krzyż upamiętniający krwawe wydarzenie z XVIII w. Można zidentyfikować pojedyncze wyrazy: „MAY” „1791” (prawdopodobna data fundacji) oraz „WALENTY DYDO” (przypuszczalnie nazwisko fundatora). Krzyż ma formę krzyża maltańskiego.